# Брукхерст (Вайоминг)
Брукхерст (англ. Brookhurst, Wyoming) — статистически обособленная местность, расположенная в округе Натрона (штат Вайоминг, США) с населением в 192 человека по статистическим данным переписи 2000 года.

## География
По данным Бюро переписи населения США статистически обособленная местность Брукхерст имеет общую площадь в 3,63 квадратных километров, из которых 3,63 кв. километров занимает земля и 0,26 кв. километров — вода. Площадь водных ресурсов округа составляет 7,16 % от всей его площади.
Статистически обособленная местность Брукхерст расположена на высоте 1560 метров над уровнем моря.

## Демография
По данным переписи населения 2000 года в Брукхерсте проживало 192 человека, 58 семей, насчитывалось 73 домашних хозяйства и 81 жилой дом. Средняя плотность населения составляла около 54,1 человека на один квадратный километр. Расовый состав Брукхерста по данным переписи распределился следующим образом: 94,79 % белых, 3,12 % — коренных американцев, 0,52 % — представителей смешанных рас, 1,56 % — других народностей. Испаноговорящие составили 3,65 % от всех жителей статистически обособленной местности.
Из 73 домашних хозяйств в 32,9 % — воспитывали детей в возрасте до 18 лет, 67,1 % представляли собой совместно проживающие супружеские пары, в 8,2 % семей женщины проживали без мужей, 20,5 % не имели семей. 13,7 % от общего числа семей на момент переписи жили самостоятельно, при этом 1,4 % составили одинокие пожилые люди в возрасте 65 лет и старше. Средний размер домашнего хозяйства составил 2,63 человек, а средний размер семьи — 2,86 человек.
Население статистически обособленной местности по возрастному диапазону по данным переписи 2000 года распределилось следующим образом: 26,0 % — жители младше 18 лет, 4,7 % — между 18 и 24 годами, 31,8 % — от 25 до 44 лет, 27,1 % — от 45 до 64 лет и 10,4 % — в возрасте 65 лет и старше. Средний возраст жителей составил 38 лет. На каждые 100 женщин в Брукхерсте приходилось 93,9 мужчин, при этом на каждые сто женщин 18 лет и старше приходилось 111,9 мужчин также старше 18 лет.
Средний доход на одно домашнее хозяйство в статистически обособленной местности составил 38 828 долларов США, а средний доход на одну семью — 45 833 доллара. При этом мужчины имели средний доход в 29 432 доллара США в год против 26 354 доллара среднегодового дохода у женщин. Доход на душу населения в статистически обособленной местности составил 23 219 долларов в год. 6,1 % от всего числа семей в округе и 9,2 % от всей численности населения находилось на момент переписи населения за чертой бедности, при этом все жители младше 18 и старше 65 лет имели совокупный доход, превышающий прожиточный минимум.